# 용자우주 소그레이더
용자우주 소그레이더(일본어:勇者宇宙ブレイブユニバースソーグレーダー, 영어:Brave Universe Sworgrader)는 2023년 7월에 정식발매된 용자 시리즈이다. 용자왕 가오가이가 FINAL 이후 23년만에 등장한 선라이즈의 용자물로 완전한 신작 용자물이 된다.

## 설명
용자우주 소그레이더는 전작의 용자물인 용자 엑스카이저, 태양의 용자 파이버드, 전설의 용자 다간, 용자특급 마이트가인, 용자경찰 제이데커, 황금용자 골드런, 용자지령 다그온, 용자왕 가오가이가, 용자왕 가오가이가 FINAL, 용자성전 반간에서 나오는 그레이트 용자들이 함께 출연하며 이들 용자는 본작의 주인공 용자인 소그와 소그레이더를 도와주는 용자로 등장한다. 주인공인 유노카미 타이라가 소녀인 라루아를 구해주고 친구가 되는 것부터 작화가 시작되며 이후 본작의 주인공 용자인 소그와 만나 악의 조직인 글러튼 일당들과 싸우는 방식으로 줄거리가 전개된다. 만화의 방영은 기획 중에 있으며 일본에서 정식적인 만화의 방영 이야기가 만들어지면 일본에서 먼저 방영한 후에 대한민국으로도 정식 수입되어 방영될 예정이다.

## 본작의 등장인물
이문단에는 본작에 등장하는 인물들을 모두 나열한다. 악역의 경우는 다른 문단으로 따로 서술한다.
- 유노카미 타이라:본작의 주인공 소년으로 푸드 트럭을 운영하는 아버지를 돕는 착한 아이이며 초등학교 5학년생의 나이를 가지고 있다.

- 라루아:주인공 소년의 여자친구인 소녀로 무덤덤한 표정을 가지고 있다. 악의 조직인 글러튼에게 위협을 당하고 있다.

- 칼리 라이즈:본작의 여성 등장인물로 지구의 나이로 20살의 매우 젊은 숙녀이다. 우주관리국 브레이버 소속의 2등 관리관이며 주인공인 유노카미 타이라와 주인공 용자인 소그를 도와주는 역할을 수행한다.

- 유노카미 다이치:본작의 주인공 소년인 유노카미 타이라의 아버지로 잘 웃는 밝은 성격과 다정한 모습을 가진 아버지이다. 푸드 트럭을 운영하고 있다.

- 유노카미 나나:본작의 주인공 소년인 유노카미 타이라의 어머니로 눈을 감고 있는 모습이 많고 남편과 달리 부정적인 발언을 즐기는 성격이 있다.

- 유노카미 마나:주인공 소년인 유노카미 타이라의 여동생으로 유치원생의 나이를 가지고 있으며 무표정한 모습이 많지만 감정은 풍부한 듯한 아이이다.

- 소그:이작품의 주인공 용자로 이작품의 주인공 소년인 유노카미 타이라의 아버지인 유노카미 다이치가 운영하는 푸드 트럭과 융합되어 있다. 우주관리국 브레이버 소속의 젊은 용자로 악의 조직인 글러툰 군을 쫓아 지구에 찾아왔으며 평소에는 푸드 트럭으로 있다가 악의 조직들과 싸움을 벌이게 되면 로봇으로 변형한다.

- 소그레이더:소그가 브레이버 메카 알파호(신칸센 E956형 전동차 모습의 기차), 류세이호(용), 시저호(범선)와 브레이브 유니온하여 이원합체(異元合体)한 용자이다.

- 포토그라이저:본래 용자성전 반간의 후속 용자로 등장하려고 했지만 계획이 무산되었기 때문에 이를 반영하여 본작에선 소그레이더의 스승으로 등장한다.

- 애니모 014(アニモ014):우주관리국에 소속된 소울 디바이스형 메카이며 소그레이더를 도와주는 역할을 수행한다.

### 보조 등장인물
이작품에서 주인공 용자인 소그레이더를 도와주는 역할을 하는 용자들을 이문단에 전부 나열한다. 모두 전작 용자물들의 그레이트 용자들이 소그레이더를 도와주는 보조 등장인물로 등장한다.
- 그레이트 엑스카이저:용자 엑스카이저에 나오는 그레이트 용자로 본작에서 브레이브 동맹의 대장 역할을 한다.

- 그레이트 파이버드:태양의 용자 파이버드에 나오는 그레이트 용자로 브레이브 동맹의 부대장이다.

- 그레이트 다간 GX:전설의 용자 다간에 나오는 그레이트 용자로 그레이트 파이버드와 함께 브레이브 동맹의 부대장이다.

- 그레이트 마이트가인:용자특급 마이트가인에 나오는 그레이트 용자로 소울 연합의 일원이며 독자적으로 활동하는 용자 중에 하나이다.

- 파이어 제이데커:용자경찰 제이데커에 나오는 그레이트 용자로 브레이브 동맹의 일원이다.

- 그레이트 골드란:황금용자 골드란에 나오는 그레이트 용자로 브레이브 동맹의 일원이다.

- 슈퍼 파이어 다그온:용자지령 다그온에 나오는 그레이트 용자로 소울 연합의 일원이며 독자적으로 활동하는 용자 중에 하나이다.

- 스타 가오가이가, 제네식 가오가이가:용자왕 가오가이가와 용자왕 가오가이가 FINAL에 나오는 그레이트 용자로 소울 연합의 일원이며 독자적으로 활동하는 용자 중에 하나이다.

- 그레이트 반간:용자성전 반간에 나오는 그레이트 용자로 브레이브 동맹의 일원이다.

## 설정
- 우주관리국 브레이버:차원우주를 통할하는 역대 용자 로봇들이 소속된 우주구 조직이며 본작에서 신규 설정으로 나온다.
- 소울 브레이버:본작에서 용자들을 의미하는 공식 용어이다.

## 악역들
이문단은 본작의 악역들을 모두 나열하는 문단이다. 
- 글러튼:본작의 악역으로 다원우주를 위협하는 최대 악의 조직이다. 사람들을 습격해 기생하는 특성이 있으며 라루아를 노리고 있다.

- 가이스터 무리들:용자 엑스카이저의 악역인 가이스터 4인방이 글러튼에 의해 세뇌된 모습이다.

- 다크 그레이트 반간:그레이트 반간이 글러튼에게 세뇌를 당했던 모습이며 이후 글러튼의 세뇌가 풀리면서 소그레이더를 돕는 용자가 된다.

## 같이 보기
- 용자 시리즈
- 만화